# Karsten Wenzlawski
Karsten Wenzlawski (* 22. November 1959) war Fußballspieler im DDR-Fußballspielbetrieb. In der höchsten Spielklasse, der Oberliga, spielte er für den FC Hansa Rostock.

## Fußball-Laufbahn

### Nachwuchs
Wenzlawski spielte von 1976 bis 1982 im Männerbereich des FC Hansa Rostock. Sein erstes Punktspiel für die Rostocker bestritt er als 17-Jähriger am 18. Dezember 1976 in der Nachwuchsoberliga als eingewechselter Stürmer bei der Begegnung Stahl Riesa  – Hansa Rostock (4:1). Sowohl 1977/78 als auch 1979/80 spielte Wenzlawski mit Hansa II in der drittklassigen Bezirksliga Rostock, da die 1. Mannschaft zuvor aus der Oberliga abgestiegen war und dadurch auch nicht in der Nachwuchsoberliga vertreten war. Während Wenzlawski in der Saison 1976/77 nur drei Spiele in der Nachwuchsoberliga absolvierte, kam er 1978/79 bereits auf zwölf Einsätze und war als Mittelstürmer mit drei Toren erfolgreich.

### Oberliga
In derselben Saison wurde er aber auch bereits in der DDR-Oberliga aufgeboten. Seinen Einstand in der Spitzenliga gab er am 25. November 1978 als Rechtsaußenstürmer in der Begegnung des 10. Spieltages Hansa Rostock  – Chemie Böhlen (2:2). Insgesamt spielte er in dieser Spielzeit siebenmal in der Oberliga, wobei er nur bei seinem ersten Einsatz in der Startelf stand. Tore erzielte er nicht. Der im Sommer 1980 geplante Wechsel zum Bezirksligisten Dynamo Rostock kam nicht zustande, stattdessen avancierte Wenzlawski 1980/81 mit 20 Einsätzen und drei Toren zum Stammspieler in der Nachwuchsmannschaft, in der er abwechselnd im Angriff und im Mittelfeld eingesetzt wurde. Mit der ersten Mannschaft bestritt er lediglich zwei Punktspiele. Die Begegnung Dynamo Dresden – Hansa Rostock (4:0) am 11. April 1981 war bereits Wenzlawskis letztes Oberligaspiel, mit dem er zusammen mit drei Pokalspielen auf insgesamt 16 Pflichtspiele für die 1. Mannschaft gekommen war. Seine drei Tore in dieser Zeit hatte er in den Punktspielen erzielt. Nachdem er in der Saison 1981/82 noch 22 Spiele in der Nachwuchsoberliga bestritten hatte, erhöhte er dort seine Einsatzzahl auf 57 Spiele, in denen er elfmal mit Toren erfolgreich war.

### Zweite Liga
Nach Abschluss der Saison 1981/82 wurde Wenzlawski beim FC Hansa Rostock ausdelegiert und an den zweitklassigen DDR-Ligisten Schiffahrt/Hafen Rostock abgegeben. Dort bestritt er bis zum Oktober 1982 sieben Punktspiele als Stürmer und Mittelfeldspieler, danach musste er einen 18-monatigen Wehrdienst antreten. In dieser Zeit spielte er für die Armeesportgemeinschaft Vorwärts Neubrandenburg ebenfalls in der DDR-Liga und brachte es bis zum April 1984 auf 26 Punktspieleinsätze, durchgehend als Mittelfeldakteur. Mit Beginn der Saison 1984/85 spielte Wenzlawski für den DDR-Ligisten TSG Bau Rostock, kam in dieser Spielzeit auf 30 Punktspiele und war 1985/86 in allen Ligaspielen dabei. Anschließend stieg die TSG in die Bezirksliga ab und Wenzlawski kehrte nicht mehr in den höherklassigen Fußball zurück.
Später war Wenzlawski beim FC Hansa Rostock Organisationsleiter der Lizenzabteilung und Nachwuchstrainer. Bei den Alten Herren des FSV Bentwisch war er noch 2010/11 aktiv.